# Эс-Сулайбихат
Эс-Сулайбихат (Сулайбихат, араб. الصليبيخات‎) — город в Кувейте, западный пригород столицы Эль-Кувейта, в губернаторстве Асама, на побережье бухты Сулайбихат в заливе Кувейт, в 15 километрах к юго-западу от Эль-Кувейта и в 15 километрах к юго-востоку от города Эль-Джафра. Население 76 829 человек, плотность 4,763 человека на квадратный километр, площадь 16,1 квадратного километра. По берегу бухты Сулайбихат проходит шоссе 85. Южной границей города является шоссе 80 имени шейха Джабера аль-Ахмеда ас-Сабаха. Южнее шоссе находится одноимённое городу кладбище, на котором похоронены многие шейхи Кувейта и знаменитости.
Граничит с районом Эш-Шувайх, в котором находится министерство здравоохранения, больницы и другие медицинские учреждения, на востоке и районом Доха на западе.
Около 3 километров берега в юго-западном углу бухты Сулайбихат на территории города с 19 декабря 2002 года является природным резерватом. Площадь резервата 0,23 квадратного километра.
В Эс-Сулайбихате находится одноимённый футбольный стадион вместимостью 7000 зрителей, который принадлежит одноимённому спортивному клубу.
После обретения Кувейтом независимости от Великобритании был заселён рабочими.
В 1980 году в Эс-Сулайбихате была создана экспериментальная электростанция, работающая на солнечной энергии.
В районе встречаются следы былой высокой городской культуры.

## Население
| Год  | Население, человек |
| ---- | ------------------ |
| 2000 | 53 564             |
| 2005 | 67 460             |
| 2010 | 74 215             |
| 2015 | 76 610             |
| 2018 | ↗ 76 829           |